# Моту Фала
Моту Фала је ненасељено острвце у саставу атола Нукунону у оквиру острвске територије Токелау у јужном делу Тихог океана. Налази се у југоисточном делу атола, између острваца Пуналеј и Моту Акеа. Прекривено је тропским растињем.